# 史蒂维·雷·沃恩
斯蒂芬"史蒂维"·雷·沃恩（Stephen "Stevie" Ray Vaughan，1954年10月3日—1990年8月27日）為一個出生於美國達拉斯的藍調吉他手、音樂家、歌手、詞曲作者、唱片製作人，他也是美國甚具影響力的電子藍調吉他手之一。2003年在滾石杂志評選的一百大吉他手排名裡列為第7名，而在2011年滾石雜誌一百大吉他手列為第12名 ，2015年被引入搖滾名人堂。他的哥哥吉米·沃恩，也是一位美国藍調吉他手。

## 演艺生涯

### 经历
沃恩的父母并没有很高的音乐天分，但是他们是音乐爱好者。从小就带着沃恩和他的哥哥吉米·沃恩去听胖子多米諾、吉米·里德和鮑勃·威爾斯的演唱会。
史蒂维·雷·沃恩是20世纪最伟大的吉他手之一，他以自己独特的演奏方法，点燃了80年代藍調音乐的火焰。沃恩他的音乐曾受艾爾伯特·金、奧蒂斯·魯殊、馬迪·沃特斯的影响，而搖滾吉他手像吉米·亨德里克斯和郎尼·麥克也为他的音乐增添了一些灵感，同时，他也从爵士吉他手肯尼·布瑞爾那吸收了其风格特点，从而发展出沃恩与众不同的火暴风格，这是与其他吉他手截然不同的的另类风格。沃恩在藍調和搖滾樂之间搭起了桥梁，如同偉大的藍調搖滾吉他手盖瑞·摩尔一樣。
沃恩成为美国藍調领域的亮点，举办音乐会，发行专辑且达白金唱片销量。90年他的猝死，对于美国藍調和搖滾樂领域产生了强大震撼。沃恩出生并生长在德州的達拉斯，他从小开始练习吉他，灵感来自于他的哥哥吉米·沃恩。高中时，他与一些街头乐队一起演奏，偶尔也在当地的夜总会演奏。17岁时，他便全身心致力于音乐之中。他组建的第一支乐队是 The Cobras。70年代中期，他们在奧斯汀的俱乐部和酒吧里演出，随着乐队的成熟。沃恩在1975年成立了包括贝斯手Jackie Newhanse、鼓手Chris Layton、歌手Ann Bastin在内的Triple Threat Triple Threat，在德州酒吧俱乐部演奏几年后，在1978年Barton离开乐队而乐队仍继续在雙重麻煩的名义下演出，而沃恩也成为乐團的主唱。在接下的几年里，他们成为德州最受欢迎的乐队之一。
1982年，乐队在Montreax Festil上演出，他们的精彩表演受到大衛·鮑伊和傑克遜·布朗的关注，演出后飽伊又邀请他们参与录制自己即将推出的唱片，同时飽伊还提供给樂團洛杉磯錄音工作室的免费录音机会。随后，约翰·哈蒙德、Sr.Landed、沃恩和雙重麻煩樂團在市中心用了不到一周的时间为Epic乐队录制了首张唱片。
沃恩的首张唱片《Texas Flood》在1983年夏天推出，这张专辑在乐坛中产生了巨大的轰动，上榜38名的成绩和各大电台的频频播放，引起了藍調和搖滾樂领域的广泛关注。同年，沃恩为Bowie的巡演担任主音吉他，他与雙重麻煩的精彩合作使这次的巡演取得了巨大的成功。1984年5月，第二张专辑《Couldn't Stand The Weather》出版，成绩瞩目，并在1985年末上升到第31位。
在第三张专辑录制前，键盘手Reese Wgnans加入乐队，随后专辑在8月出版，同样也取得了巨大的成功，排在排行榜34位。尽管沃恩的事业如日中天，可酗酒和药物却使他的身体每况愈下，但是沃恩仍然在音乐中不断的鞭策自己。在1986年现场录音版《Live Alive》推出后，他开始了他的美国之旅，他需要静静的修养几个月的时间。
1988年，沃恩接了大量的演出，包括在紐奧良的以Jazz & Heritage Festival为标题的短期演出。1989年6月，他的第四张专辑出版 ，这是他最成功的专辑，上榜位置33位，并且这张专辑取得了德国的Best Contemporary Blues Recording白金唱片。1990春天，沃恩和他的哥哥吉米录制了一张唱片，两位吉他大师的精彩演绎堪称佳作。

### 逝世
1990年8月26日，沃恩在参加完包括埃里克·克莱普顿 、巴迪·盖伊 、吉米·沃恩和罗伯特·克雷演出的演唱会后，乘坐12：30的直升機飞往芝加哥，由于直升機在飞行中出现故障，Vaughan不幸遇难，年仅35岁。在他去世以后，他的家人和合作伙伴为了纪念他出版了大量的专辑，使得沃恩的乐迷们非常喜愛。这些专辑包括沃恩的哥哥Jimmie Vaughan在1991年推出的《The Sky is Crying》，1992年出版的雙重麻煩樂團在1980年演唱会录音集等。